# Рушберг
Рушберг (нім. Ruschberg) — громада в Німеччині, розташована в землі Рейнланд-Пфальц. Входить до складу району Біркенфельд. Складова частина об'єднання громад Баумгольдер.
Площа — 7,45 км2. Населення становить 788 ос. (станом на 31 грудня 2020).